# Weiver
Weiver is een buurtschap in de gemeente Zaanstad, in de Nederlandse provincie Noord-Holland.
Weiver is een van de vier buurtschappen die van oorsprong het lintdorp Westzaan vormen. Het wordt soms ook wel geduid als Het Weiver maar van oorsprong duidt Het Weiver naar de buurt(schap) Het Weiver tussen Jisp en Wormer, De Weiver is dan weer de verwijzing naar de oude zijstraat in Krommenie. Weiver loopt anders dan de andere buurtschappen van Westzaan van west naar oost. Het verbindt het dorpscentrum, Kerkbuurt, met het latere Noordeinde van Westzaan, thans Middel geheten. Het is voor lintdorpen niet ongewoon om uit meerdere buurten te bestaan. Meestal beperkt zich dat tot drie buurten, zoals bij het nabijgelegen Assendelft. Westzaan vormt in die zin een uitzondering. Vanuit de dorpskern gezien vormt het samen met Middel het noordelijke deel van Westzaan.
Van oorsprong vormde Weiver zelf het einde van het dorp Westzaan. De benaming, in verschillende schrijfwijzen, is in het Zaans en West-Fries gebruikelijk voor de weg die dwarslag ten opzichte van de rest van het dorp, meestal ook als verbindingsweg met een andere plaats – in dit geval De Middel. In de loop van de eeuwen is het dorp Westzaan naar het noorden gegroeid. Zo ontstond het Noordeinde. In de 19e eeuw raakten het Noordeinde en De Middel geheel vergroeid. In eerste instantie werd Noordeinde de algemene benaming maar in de loop van de 20e eeuw kreeg het de huidige benaming Middel met zich mee. Vanwege de groei van het dorpscentrum wordt Weiver anno 2011 ook wel bij dit dorpscentrum gerekend.

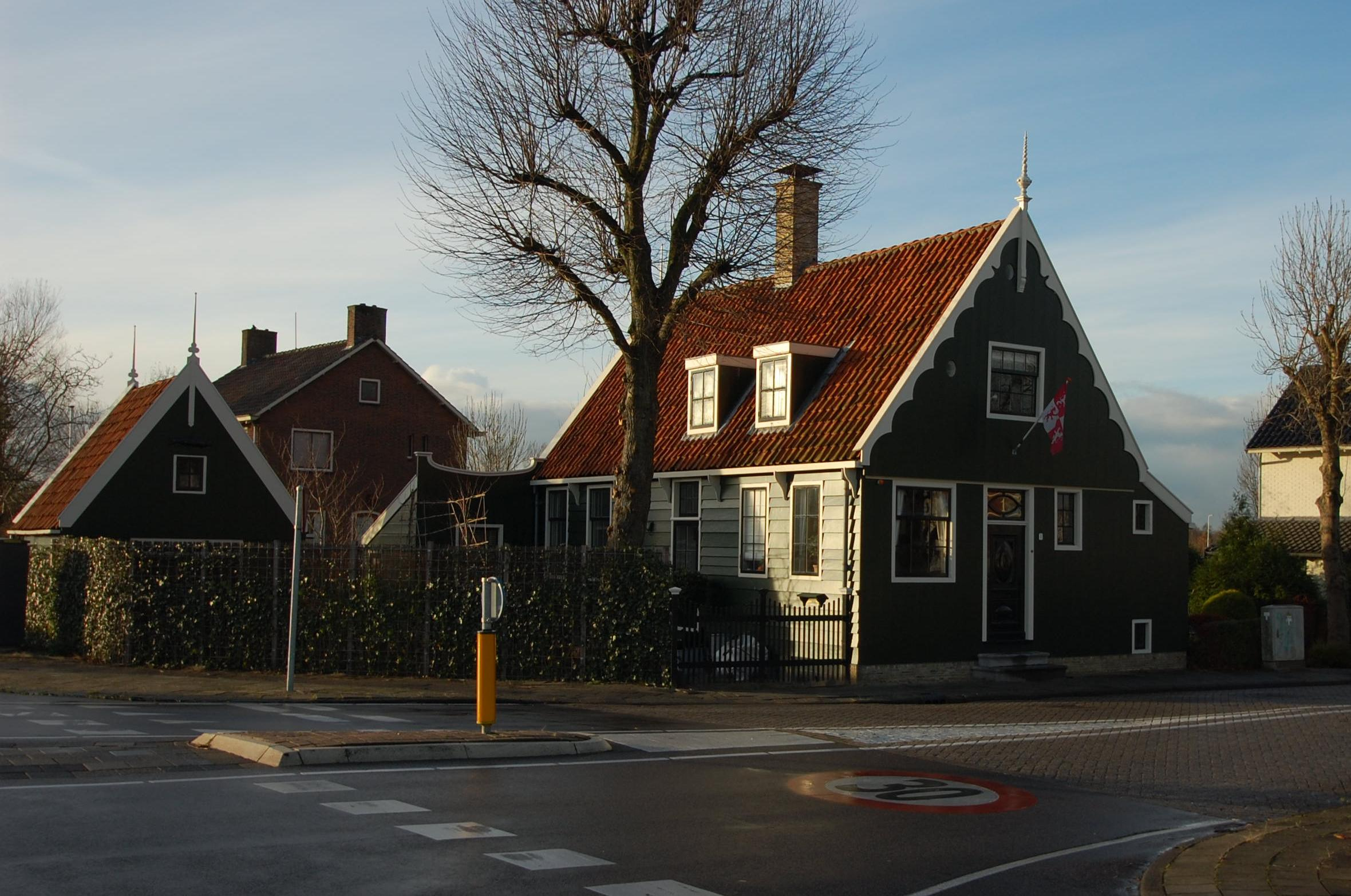
Bewoning in Weiver

Noord-Holland: Steden en dorpen in Noord-Holland      Nederland: Provincies · Gemeenten